# Chômage déguisé
Le chômage déguisé peut désigner plusieurs phénomènes :
- en comptabilité, une forme de chômage qui n'est pas comptabilisée, et donc non considérée comme telle dans les statistiques nationales officielles. L'ensemble des personnes ne satisfaisant pas les critères du chômage et considérées comme inactives forment alors le halo du chômage[1],[2],[3].
- en théorie économique, le chômage déguisé désigne spécifiquement la situation dans laquelle le retrait d'unités de travail, toutes choses égales par ailleurs, ne diminue pas la productivité. Autrement dit, il qualifie la situation d'un travailleur dont la productivité est nulle[4],[5].

## Le chômage déguisé en agriculture
Utilisé pour la première fois en 1936 par l'économiste Joan Robinson, le terme de « chômage déguisé » est repris et popularisé par Paul Rosenstein-Rodan à partir de son article "Problems of Industrialisation in Eastern and Southern Europe",. Il prend l'exemple de l'agriculture vivrière dans les pays en développement. Comme le souligne Paul Rosenstein-Rodan, un actif qui vit de cette agriculture n'est par définition pas considéré comme chômeur alors que celle-ci ne lui permet que de subsister, faute d'avoir accès à un emploi formel.

## Chômage déguisé et halo du chômage
Le brouillage du tracé des frontières entre les trois catégories d'emploi, de chômage, et d'inactivité entraîne l'émerge d'un espace flou, regroupant toutes les personnes sans emploi souhaitant travailler, mais n'étant pas comptabilisées dans le chiffre officiel du chômage, parce qu'elles ne remplissent pas toutes les conditions. On y trouve : les chômeurs « découragés » (qui ne font plus de recherche active d'emploi), les chômeurs ayant trouvé quelques heures de travail et qui du coup ne sont plus considérés comme chômeur par le Bureau international du travail (BIT).
Différents cas peuvent mener à une situation de chômage déguisé. Par exemple, un actif peut avoir un travail précaire temporaire (du type intérim) qui fait qu'il n'est à cet instant donné pas à la recherche d'un emploi. Il n'est alors pas considéré comme chômeur malgré le côté instable de sa situation professionnelle.
En France, en 2014, 1,4 million de personnes étaient considérée selon l'Insee comme faisant partie du halo du chômage. Pour l'Insee, « le halo autour du chômage est composé de personnes inactives au sens du BIT, soit qui recherchent un emploi mais qui ne sont pas disponibles, soit qui souhaitent travailler mais qui ne recherchent pas d’emploi, qu’elles soient disponibles ou non. »